# Рёдль, Людвиг
Людвиг Рёдль (нем. Ludwig Rödl; 30 апреля 1907, Нюрнберг — 23 марта 1970, Нюрнберг) — немецкий шахматист; международный мастер (1953). Адвокат.
Поделил 1-2-е место с Е. Д. Боголюбовым по итогам 27-го конгресса Германского шахматного союза (1931) в Свинемюнде; в матче после основного турнира победу одержал Е. Д. Боголюбов со счётом 4 : 2 (+2 −0 =4).
Выступления в чемпионатах Германии: 1933 — 2-е место (после Е. Д. Боголюбова), 1934 — 3-е место (после К. Карльса и Г. Рейнгардта).
Занял 2-е место в международном турнире в Свинемюнде в 1932 году (после Г. Штольца).
В составе национальной сборной участник неофициальной шахматной олимпиады 1936 года в г. Мюнхене. Команда Германии заняла 3-е место; Л Рёдль выступал на 7-й доске и выиграл золотую медаль в индивидуальном зачёте.